# Malcolm Bilson
Malcolm Bilson (sinh ngày 24 tháng 10 năm 1935) là một nghệ sĩ piano và nhà âm nhạc học người Mỹ chuyên về âm nhạc thế kỷ 18 và 19. Bison sinh ra ở Los Angeles, California.
Hiện tại, ông là Giáo sư Khoa Âm nhạc Frederick J. Whiton tại Đại học Cornell, Ithaca, NY.
Bilson là một trong những người chơi và giảng dạy về fortepiano hàng đầu. Ông lưu diễn trên toàn thế giới và từng được mời thu âm.

## Danh sách đĩa nhạc
- Malcolm Bilson, Tom Beghin, David Breitman, Ursula Dütschler, Zvi Meniker, Bart van Oort, Andrew Willis. Ludwig van Beethoven. The complete Piano Sonatas on Period Instruments. Trên fortepianos gốc: Salvatore Lagrassa 1815, Gottlieb Hafner 1835, Johann Fritz 1825, Walter (Paul McNulty), Walter (Chris Maene), Johann Schantz (Thomas & Barbara Wolf), a Walter and Conrad Graf 1825 (Rodney Regier), Label: Claves.
- Malcolm Bilson, John Eliot Gardiner, The English Baroque Soloists. Wolfgang Amadeus Mozart, Piano Concertos Nos. 20&21/ Concertos Pour Piano K. 466 & K.467. Walter fortepiano (Philip Belt). Label: Archiv Production.
- Malcolm Bilson. Franz Josef Haydn. Keyboard Sonatas. Walter fortepiano (Philip Belt). Label: Titanic Records.
- Malcolm Bilson. Franz Schubert — Piano Sonatas D.850, D.568. Conrad Graf ca.1835 fortepiano. Label: Hungaraton Classics.
- Malcolm Bilson, Anner Bylsma. Ludwig van Beethoven. Fortepiano and Cello Sonatas. Alois Graff 1825 fortepiano. Label: Elektra Nonesuch.